# 盾鳞风车子
盾鳞风车子（学名：Combretum punctatum）为使君子科风车子属的植物。分布于越南、印度尼西亚以及中国大陆的云南等地，生长于海拔1,000米至1,600米的地区，常生于亚山地类型，目前尚未由人工引种栽培。

## 异名
- Combretum punctatum Bl. ssp. squamosum (Roxb. ex G. Don) Exell
- Combretum squamosum Roxb. ex G. Don